# Colonna Pizzuta
La Colonna Pizzuta è un monumento di epoca greca del III secolo a.C. sito in una collina nei pressi dell'antica città di Eloro.
Il nome pizzuta potrebbe derivare dalla sua forma originaria a guglia o pizzo, o forse si collega alla coltivazione di un tipo di mandorla chiamata anch'essa pizzuta.
Il monumento è alto 18 metri e possieda una circonferenza di base di 3,90 metri. La colonna è posta sopra un basamento di quattro gradini che misura 19,30x11,20 metri.

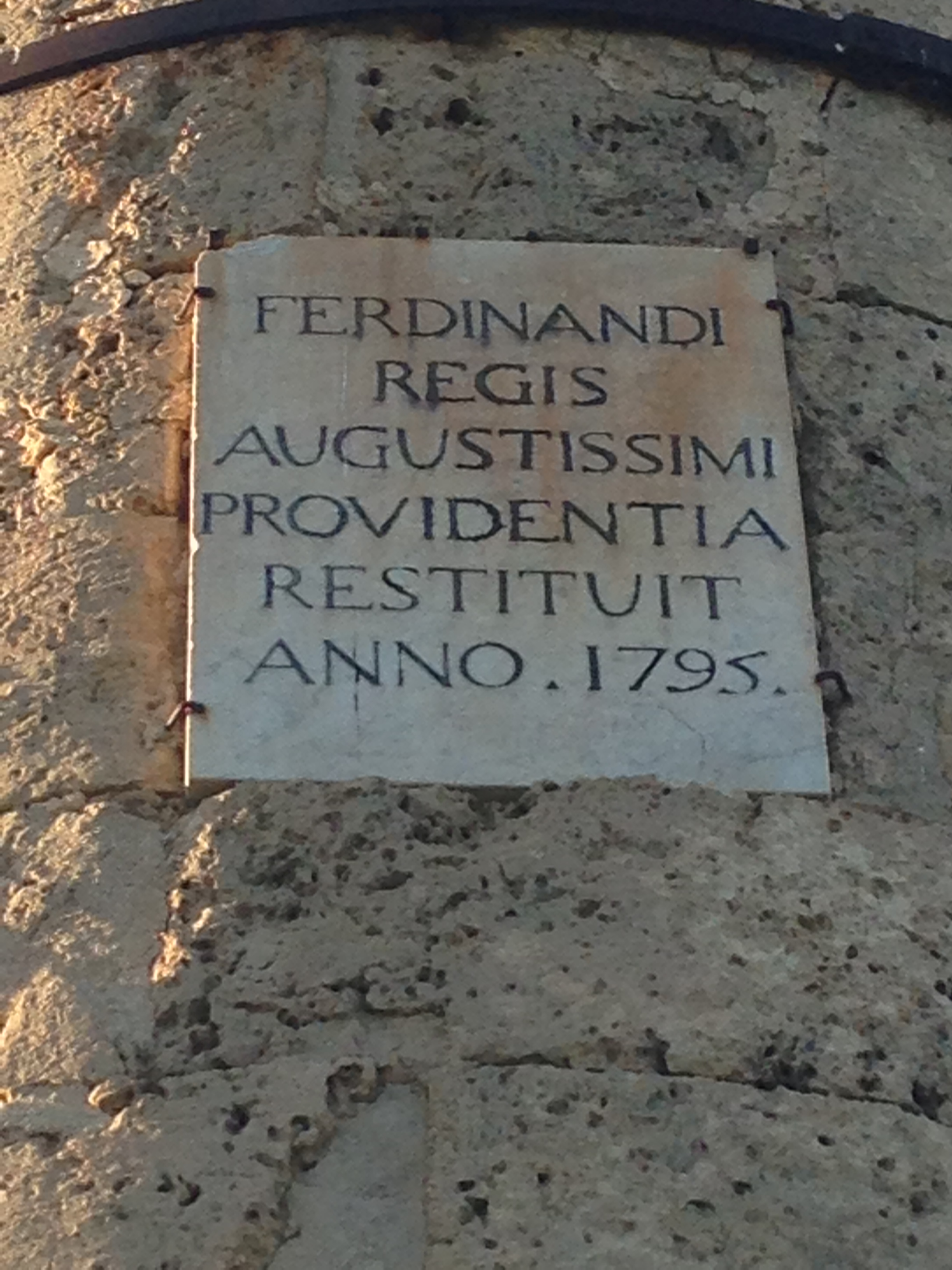
Lapide sulla colonna che testimonia il contributo alla restaurazione di Ferdinando di Borbone

Non è ancora certa la sua origine. Il monumento potrebbe essere stato eretto dopo la disfatta di Ippocrate di Gela contro Siracusa nel V secolo a.C. oppure a ricordo della vittoria contro gli eserciti ateniesi nel 413 a.C. comandati da Demostene e Nicia che al termine della Spedizione ateniese in Sicilia, proprio in quella zona, precisamente nei pressi del fiume Asinaro ebbero una cocente disfatta.

L'archeologo Paolo Orsi eseguì delle esplorazioni per comprenderne meglio la natura dell'opera e comprese che esso non era un monumento per celebrare una vittoria, ma un sepolcro. Trovò infatti sotto la colonna, scavato nella roccia un ipogeo funerario quadrangolare stuccato di rosso e bianco, con due guerrieri di cui uno teneva un bronzo dell'epoca di Ierone II. Questo sposterebbe la datazione dal V al III secolo a.C., ma è pur sempre possibile che i corpi fossero stati seppelliti dopo facendo mantenere la datazione più antica.
Jean Houel visitò questo monumento e ne eseguì anche dei disegni. 
La colonna è rotonda: il suo diametro di 11 piedi e sei pollici. Gli strati di cui è formata sono altri 18 pollici e 23 di numero; il che le conferisce l'altezza di 34 piedi e sei pollici.
La sommità non è integra, ma completamente frantumata: è stata notevolmente danneggiata dal terribile terremoto del 1693 che la spaccata dall'alto in basso. Non ho visto nei dintorni frammenti che mi abbiano suggerito come terminava.»
(Jean Houël Voyage pittoresque des isles de Sicile, de Malte et de Lipari. (1782-1787))
Alcuni decenni dopo per il volere di Ferdinando III di Sicilia vennero eseguiti dei lavori di ristrutturazione ricordati dalla lapide in marmo del 1795.

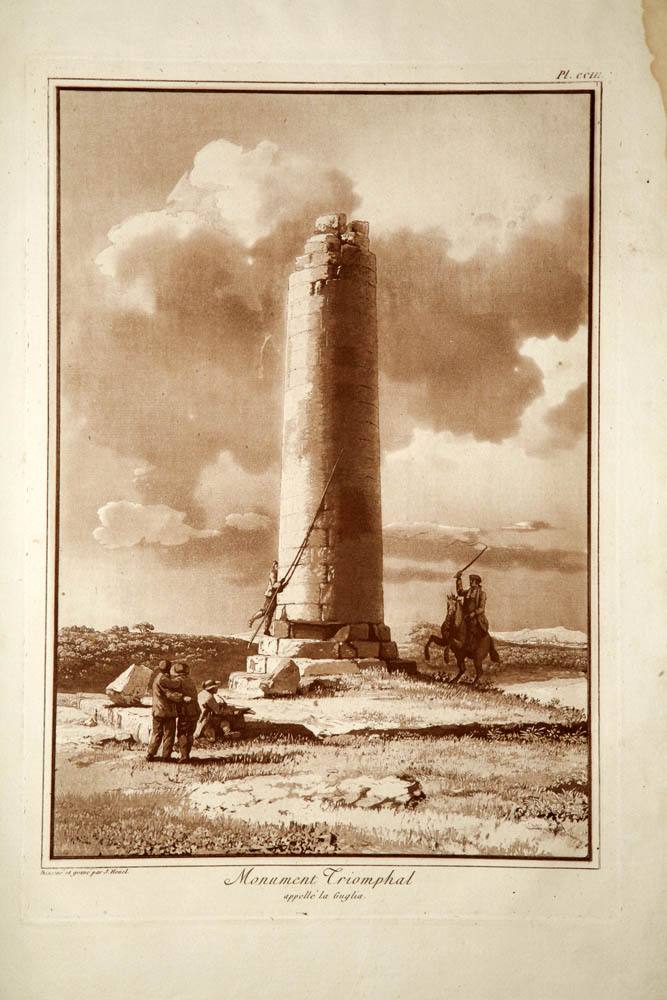
Colonna Pizzuta di Houel